# Operation Clean-up
Die Operation Clean-up war ein bewaffnetes militärisches Geheimdienstprogramm, das von der Sindh-Polizei und den Pakistan Rangers geleitet wurde, mit zusätzlicher Unterstützung durch die pakistanische Armee und die damit verbundenen Geheimdienste.

## Überblick
Die Muttahida-Qaumi-Bewegung (MQM) ist eine linksgerichtete, liberale Partei, die durch Altaf Hussain 1984 gegründet wurde, der als Student in den 1970er an der Universität Karatschi eingeschrieben war. Die MQM hatte seit ihrer Gründung 1984, nach Ansicht von Mirza Beg, die Unterstützung von General Mohammed Zia-ul-Haq sicher. Die Unterstützung von Zia zielte darauf ab, den Einfluss der Jel in Karatschi und der PPP in ländlichen Gebieten des Sindh einzudämmen. Diese Ansicht wurde jedoch von Imran Farooq zurückgewiesen.
Die MQM wurde nach der Parlamentswahl 1985 Teil der technokratischen Regierung von Zia ul Haq. Die MQM nahm nach dem Tod von Zia ul Haq an der Parlamentswahl 1988 und wurde der Teil der Regierung von Benazir Bhutto. Die Abschiebung der Biharis führte zu Konflikten in der von PPP und MQM geführten Regierung. Die MQM war ein Befürworter eines Misstrauensvotums gegen Benazir Bhutto. Die politischen Unruhen in Karatschi verschärften sich 1988 als Polizisten auf Muhajir schossen. Die Vorfälle in Karatschi führten zur Ablösung von Bhutto und ihrer Regierung. Die MQM war nach der Parlamentswahl 1990 erneut Teil der Regierung.
Es kam jedoch zu politischen Differenzen in Teilen der MQM. Die Operation Clean-up war 1992 als Codename für ein Vorgehen gegen die Unruhestifter im ländlichen Sindh gedacht. Die Operation sollte für sechs Monate ausgeführt werden. Die Operation wurde nach der Parlamentswahl 1993 durch Benazir Bhutto wieder verfolgt. Benazir Bhutto benannte die Operation in Blue Fox um und strebte eine aggressive Ausrichtung der Operation an. Die Unruhen in Karatschi gingen weiter. Die Idee einer Operation wurde in der Regierungszeit von Nawaz Sharif formuliert. Die Planung und Ausführung der Operation Clean-up erfolgte unter Bhutto. Bhutto holte sich die Unterstützung der Armee und der Geheimdienste. Die Regierung erhielt außerdem ein Briefing zu den eskalierenden Unruhen in Karatschi. Die Operation Clean-up wurde bis Juni 1994 weitergeführt. Sie war 1994 in der finalen Phase und Bhutto beriet sich in einem Meeting mit der Armee und Vertretern aus dem Sindh, um die Modalitäten der Operation festzulegen. Das Jahr 1994 gilt als das blutigste Jahr in Karatschi. Vielen Menschen starben bei den Auseinandersetzungen oder verschwanden spurlos. Benazir Bhutto nutzte 1996 Mittel der Aufstandsbekämpfung um die Lage in Karatschi zu beruhigen. Dies gelang ihr auch. Der Bruder von Bhutto, Murtaza Bhutto, wurde wegen der Unruhen in Karatschi erschossen. Die Operation Clean-up führte zur Auflösung der Regierung von Benazir Bhutto durch Präsident Farooq Leghari. Die MQM konnte bei der Parlamentswahl 1997 gute Ergebnisse erzielen.